# Hviding Herred
Hviding Herred (tysk: Hvidding Harde) hørte 1920-1970 under Tønder Amt.
I herredet ligger følgend sogne:
- Arrild Sogn – (Tønder Kommune)
- Brøns Sogn – (Tønder Kommune)
- Hviding Sogn – (Esbjerg Kommune)
- Højrup Sogn – (Haderslev Kommune)
- Rejsby Sogn – (Tønder Kommune)
- Roager Sogn – (Esbjerg Kommune)
- Skærbæk Sogn – (Tønder Kommune)
- Spandet Sogn – (Esbjerg Kommune)
- Vodder Sogn – (Tønder Kommune)